# 753 î.Hr.
Secole: Secolul al IX-lea î.Hr. - Secolul al VIII-lea î.Hr. - Secolul al VII-lea î.Hr.
Decenii: Anii 800 î.Hr. Anii 790 î.Hr. Anii 780 î.Hr. Anii 770 î.Hr. Anii 760 î.Hr. - Anii 750 î.Hr. - Anii 740 î.Hr. Anii 730 î.Hr. Anii 720 î.Hr. Anii 710 î.Hr. Anii 700 î.Hr.
Anii: 760 î.Hr. 759 î.Hr. 758 î.Hr. 757 î.Hr. 756 î.Hr. 755 î.Hr. 754 î.Hr. 753 î.Hr. 752 î.Hr. 751 î.Hr. 750 î.Hr.

## Evenimente
- 21 aprilie Fondarea Romei, potrivit legendei, de către Romulus și Remus